# Fontes independentes
Fontes independentes, em jornalismo, direito penal e pesquisa, representam duas ou mais pessoas ou organizações que dão seu depoimento sobre certa informação. Por exemplo, duas pessoas que presenciaram um acidente de carro em primeira mão podem ser consideradas fontes independentes. Se uma pessoa presenciou um acidente e contou outra sobre o que viu, então as duas não são consideradas independentes porque uma dependeria da informação contada pela outra. Se duas testemunhas de um evento discutiram sobre o que presenciaram antes de serem consultadas e concordam em uma história consistente, elas não são mais independentes.
Consultar várias fontes independentes é uma técnica comum para detectar erros ou fraudes, pois quaisquer divergências e contradições entre afirmações são prováveis indícios de um dos dois.
O padrão de publicação do New York Times é a existência de pelo menos duas fontes independentes que atestem o fato.